# Ахременко, Наталья Николаевна
Ната́лья Николаевна Ахреме́нко (также ошибочно — Ахрименко, в девичестве — Петро́ва, 12 мая 1955, Новокуйбышевск, Куйбышевская область — 10 марта 2025) — советская легкоатлетка, участница Олимпийских игр. Мастер спорта международного класса.

## Карьера
На Олимпийских играх 1980 и 1988 года Наталья Ахременко занимала 7-е место в толкании ядра.
Бронзовый призёр чемпионата СССР 1985 года. Также обладательница бронзовой медали чемпионата Европы и золота чемпионата Европы в помещении.
Скончалась 10 марта 2025 года.